# Comune di Silkeborg
Il comune di Silkeborg (in danese Silkeborg Kommune) è un comune della Danimarca situato nella regione dello Jutland Centrale (Midtjylland). Capoluogo e sede amministrativa è la città di Silkeborg.
Il comune è stato costituito in seguito alla riforma amministrativa del 1º gennaio 2007 accorpando i precedenti comuni di Silkeborg, Gjern e Them appartenenti alla contea di Århus e quello di Kjellerup appartenente alla contea di Viborg.

## Centri abitati
I centri abitati principali del comune sono:
- Silkeborg (51 805)
- Kjellerup (5 177)
- Sejs-Svejbæk (4 608)
- Virklund (3 747)
- Them (2 431)